# Studium Biblicum Franciscanum
Studium Biblicum Franciscanum este o societate franciscană societate academică cu sediul în Ierusalim. Este un centru de cercetări și studii biblice și arheologice.

## Organizare
Fondată în 1924, Studium Biblicum Franciscanum este din 2001 facultatea de Științe Biblice și Arheologie a Universității Pontificale Antonianum, universitatea franciscană din Roma. Sediul său principal este Mănăstirea Flagellation din Via Dolorosa din Ierusalim.
Are o filială în Hong Kong, fondată la Beijing în 1945 de Binecuvântat Gabriele Allegra, care a produs prima traducere completă a Bibliei Catolice în chineză în 1968, după un efort de 40 de ani. Studium Biblicum Version este adesea considerată Biblia Chineză printre catolici.
Studium are relații bune cu École Biblique dominican situată, de asemenea, în Ierusalim.

## Publicații
SBF publică o serie de publicații științifice: revista teologico-arheologică Liber Annuus ISSN 0081-8933 cu articole științifice în diferite limbi,, și seriile „Collectio Maior”, „Collectio Minor”, „Analecta” și „Museum”.